# 郑晓燕
郑晓燕（1958年—），安徽广德人，汉族，中华人民共和国政治人物、第十二届全国人民代表大会安徽地区代表。
毕业于南开大学EMBA工商管理专业，加入中国共产党。担任合肥百货大楼集团股份有限公司董事长。2008年起担任全国人大代表。2013年，被选为全国人大代表。